# Tillandsia tricolor
Tillandsia tricolor är en gräsväxtart som beskrevs av Diederich Franz Leonhard von Schlechtendal och Adelbert von Chamisso. Tillandsia tricolor ingår i släktet Tillandsia och familjen Bromeliaceae. Inga underarter finns listade i Catalogue of Life.

## Bildgalleri

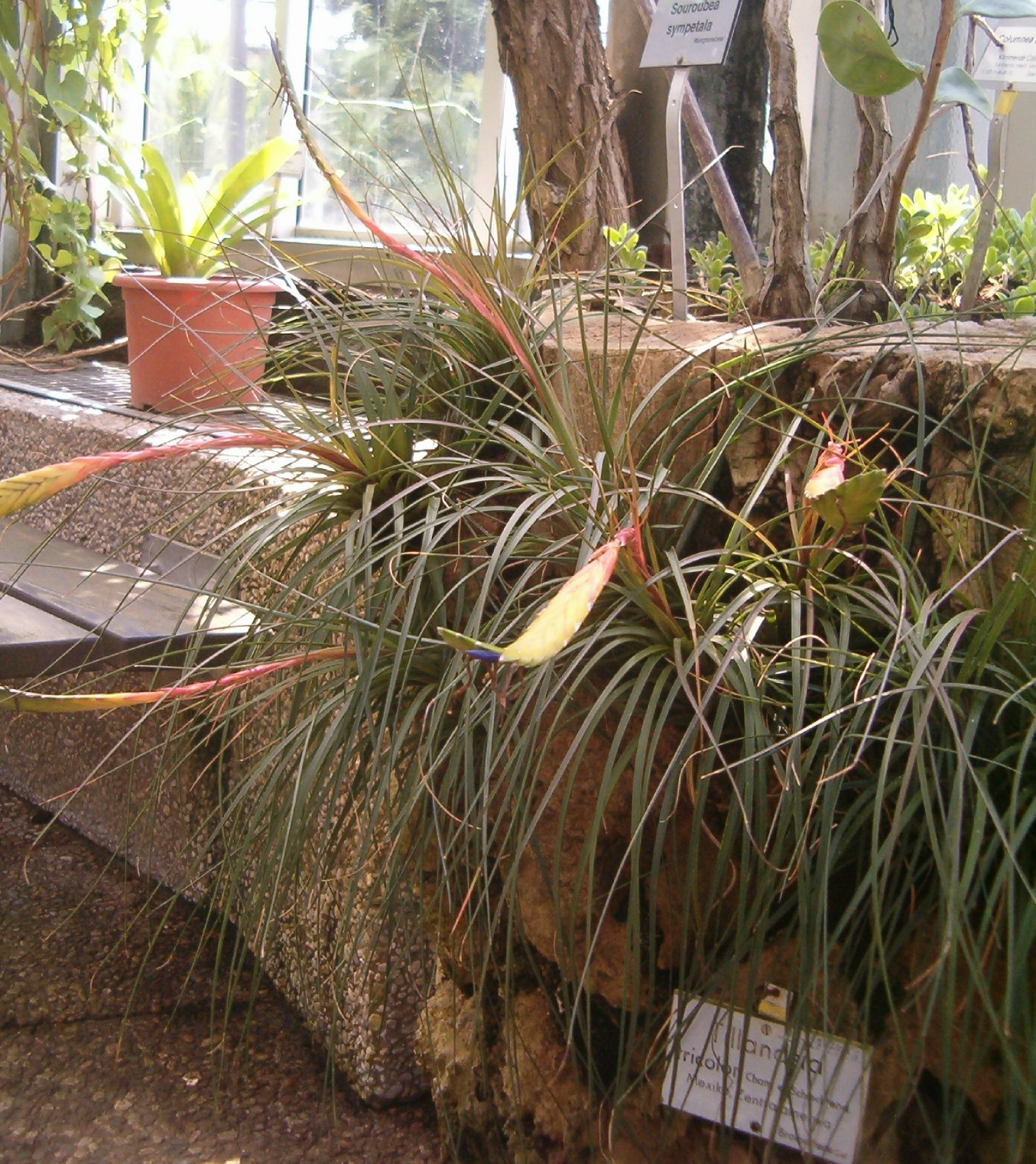
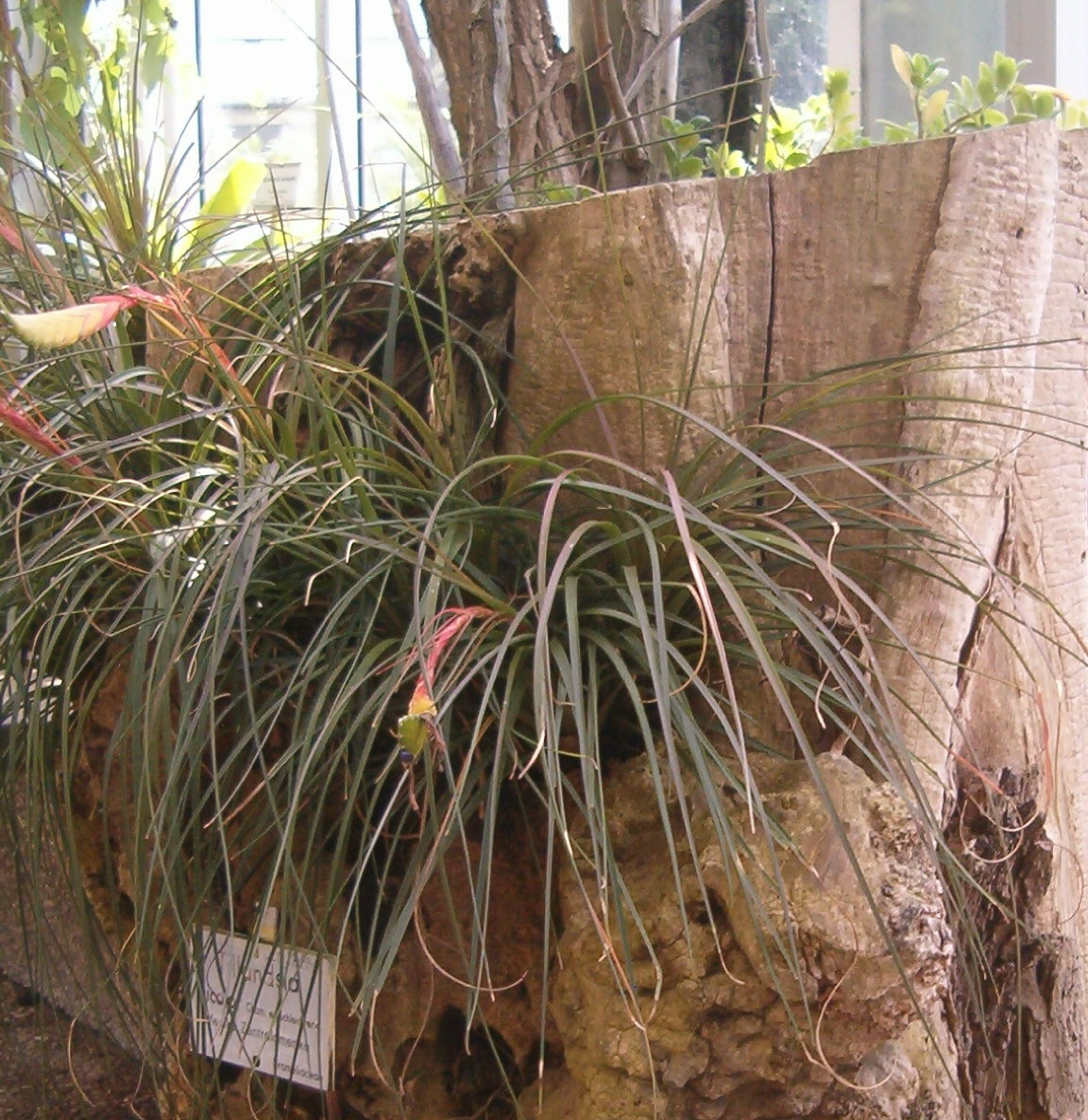